# Isländische Fußballmeisterschaft 1949
Die isländische Fußballmeisterschaft 1949 war die 38. Spielzeit der höchsten isländischen Fußballliga.
Es nahmen fünf Teams am Bewerb teil, in dem jede Mannschaft jeweils einmal auf jede andere traf. Danach spielten die beiden erstplatzierten punktegleichen Teams in einem Playoff um den Meistertitel. KR Reykjavík gewann schließlich seine insgesamt 12. Meisterschaft.

## Tabelle
| Pl. | Verein             | Sp. | S | U | N | Tore    | Quote | Punkte |
| --- | ------------------ | --- | - | - | - | ------- | ----- | ------ |
| 1.  | KR Reykjavík (M)   | 4   | 1 | 3 | 0 | 010:800 | 1,25  | 05:30  |
| 2.  | Fram Reykjavík     | 4   | 2 | 1 | 1 | 012:900 | 1,33  | 05:30  |
| 3.  | Valur Reykjavík    | 4   | 1 | 2 | 1 | 006:600 | 1,00  | 04:40  |
| 4.  | Víkingur Reykjavík | 4   | 2 | 0 | 2 | 007:800 | 0,88  | 04:40  |
| 5.  | ÍA Akranes         | 4   | 0 | 2 | 2 | 005:900 | 0,56  | 02:60  |

| (M) | amtierender isländischer Meister |

### Kreuztabelle
Die Kreuztabelle stellt die Ergebnisse aller Spiele dieser Saison dar. Die Heimmannschaft ist in der ersten Spalte aufgelistet, die Gastmannschaft in der obersten Reihe. Die Ergebnisse sind immer aus Sicht der Heimmannschaft angegeben.
|                    | Fram Reykjavík | KR Reykjavík |     | Víkingur Reykjavík | ÍA Akranes |
| Fram Reykjavík     |                | 2:2          | 3:1 | 2:4                | 5:2        |
| KR Reykjavík       | –              |              | 2:2 | 3:1                | 3:3        |
| Valur Reykjavík    | –              | –            |     | 3:1                | 0:0        |
| Víkingur Reykjavík | –              | –            | –   |                    | 1:0        |
| ÍA Akranes         | –              | –            | –   | –                  |            |

## Playoff
Da die beiden bestplatzierten Teams der Abschlusstabelle punktegleich waren, wurde der Meister in einem Playoff ermittelt.
| Paarung  | KR Reykjavík – Fram Reykjavík |
| Ergebnis | 2:1                           |
| Tore     | unbekannt                     |